# سکولا ۱۵۵

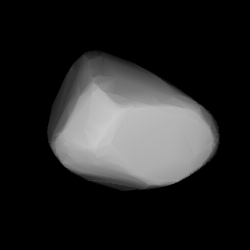
مدل سه‌بُعدی سیارک سکولا ۱۵۵ بر طبق منحنی نور آن

سیارک ۱۵۵ (به انگلیسی: 155 Scylla) صد و پنجاه و پنجمین سیارک کشف شده‌است که در ۸ نوامبر ۱۸۷۵ کشف شد.
قدر مطلق سیارک برابر ۱۱٫۳۹ است.